# منفذ العبدلي
منفذ العبدلي هو منفذ حدودي بري كويتي في منطقة العبدلي في محافظة الجهراء أقصى شمال دولة الكويت، اُفتتح سنة 1958،[بحاجة لمصدر أفضل] تُشرف عليه الإدارة العامة للجمارك. متاخم للحدود العراقية، ويقابله منفذ سفوان الحدودي العراقي في ناحية سفوان، يُتخذ منفذ العبدلي لنقل المسافرين والبضائع بين الدولتين. وهو المنفذ البري الوحيد بين الحكومتين، غيرَ أنه في منطقة جريشان، منفذ حدودي آخر تشرف عليه قوات التحالف الدولي.